# بلوط قرمز شمالی
بلوط قرمز شمالی (نام علمی: Quercus rubra) نام یک گونه از سرده بلوط است.